# Mario J. McNulty
Mario J. McNulty (Arizona, 1978) é um produtor musical e engenheiro de áudio norte-americano. McNulty trabalhou com artistas como David Bowie, Prince, Laurie Anderson, Lou Reed, Earl Slick e Nine Inch Nails e, em 2008, ganhou um Grammy pelo álbum Djin Djin, de Angélique Kidjo.